# يحيى بن أحمد السرهندي
كان يحيى بن أحمد السرهندي مؤرخًا هنديًا من القرن الخامس عشر كتب تاريخ مبارك شاهي، وهو كتاب باللغة الفارسية لسلطنة دلهي. كتب في عهد مبارك شاه، وأعماله هي مصدر مهم للمعلومات عن بنو سيد.

## طريق مبارك شاهي
توقع يحيى أن يصبح أحد رجال مبارك شاه (حكم 1431-1434)، حاكم سلطنة دلهي. لذلك، كتب تاريخ مبارك شاهي وقدمه إلى السلطان، آملاً في الفوز بالرعاية الملكية. 
يبدأ الكتاب بغزوات محمد الغوري (1149-1206)، وينتهي بشكل مفاجئ في عام 1434.  وقد كتب العديد من المؤرخين الملكيين السابقين نصوصًا تصف تاريخ سلطنة دلهي في القرن الثالث عشر والخامس عشر. على سبيل المثال، منهاج السراج الجوزجاني الذي غطي الفترة حتى 1259 في كتابه طبقات ناصري، وضياء الدين برني الذي غطى الفترة 1259-1356، وغطى شمس السراج عفيف الفترة 1356-1388. قام يحيى بتمرير هذا التسلسل الزمني حتى عام 1434. 
للأحداث حتى عام 1351، استعار يحيى بشكل انتقائي من الكتاب السابقين، ورتب المادة بترتيب زمني. للأحداث بعد عام 1351، اعتمد على الذاكرة الشخصية والملاحظات، إلى جانب حسابات بعض الرواة الجديرين بالثقة. عمله تاريخ إقليمي، يقتصر عمومًا على الأحداث العسكرية والسياسية. على سبيل المثال، حذفت يحيى الإصلاحات الاقتصادية لـ علاء الدين خلجي (حكم في 1296-1316). 